# Бекбузаров, Сослан-бек Сосуркоевич
Сослан-бек Сосуркоевич Бекбузаров (Бек-Бузаров) (1865—1930) — военачальник Русской императорской армии, генерал-майор.

## Биография
Родился 4 октября 1865 года в крестьянской мусульманской семье. Ингуш. Уроженец селения Кескем Назрановского округа Терской области (ныне — Хурикау в Моздокском районе Республики Северная Осетия — Алания).
Общее образование получил в Владикавказском реальном училище (1883).
В военную службу вступил 1 июля 1883 года. Затем окончил Киевское пехотное юнкерское училище. В офицеры был произведен в 46-й пехотный Днепровский полк.
В период с 20.12.1883 по 19.1.1884 находился в отставке.
Подпоручик (ст. 8.9.1887). Поручик (ст. 8.9.1891). Штабс-капитан (ст. 6.5.1900). Командовал нестроевой ротой.
Капитан (пр. 1906; ст. 06.05.1901). Смотритель зданий Полоцкого кадетского корпуса (с 21.05.1908).
Подполковник (пр. 1909; ст. 26.02.1909; за отличие). На 15 мая 1913 года служил в 48-м пехотном Одесском полку.
Участник Первой мировой войны. Полковник (пр. 05.02.1915; ст. 14.10.1914; за отличия в делах). На 24 февраля 1915 года служил в том же 48-м пехотном Одесском полку. В составе своего полка он принимал участие во многих боях на австро-германском фронте.
Командир 76-го пехотного Кубанского полка с 9 августа 1915 года. С 22 мая по 31 июля 1916 года его полк участвовал в знаменитом Брусиловском прорыве русских войск. На 1 августа 1916 года — в том же чине и полку.
Генерал-майор (пр. 31.01.1917). Командир бригады 19-й пехотной дивизии. Летом 1917 года он ушёл в отставку и вернулся на Кавказ. Поселился с семьей во Владикавказе.
В 1919 году был назначен генералом А. И. Деникиным правителем Ингушетии, но из-за выступления против карательных операций частей ВСЮР в Ингушетии — был смещен с этого поста. После ухода из Ингушетии частей ВСЮР и занятия её частями РККА проживал во Владикавказе, где занимал ряд руководящих должностей в различных организациях.
В 1929 году оставил работу и переехал в своё родное село Кескем. В 1930 году был арестован и по обвинению в связях с повстанцами приговорен «тройкой» Коллегии ОГПУ к административной ссылке на 3 года. Умер по дороге в ссылку в Карелию от воспаления легких
Был похоронен под городом Мурманском на станции Майгуба.
Реабилитирован Указом Президиума ВС СССР от 16 января 1989 года (посмертно).

### Семья
У С. С. Бекбузарова было три дочери — Тамара, Лида и Нина. Два мальчика умерли в детстве.
От второй жены Алимы у него родилась дочь Нора

## Награды
- Награждён орденом Св. Георгия 4-й степени (31 июля 1917) и Георгиевским оружием (24 февраля 1915).
- Был награждён орденами Св. Анны 3-й степени (1906); Св. Станислава 2-й степени (1912); Св. Анны 2-й степени с мечами (1916); Св. Владимира 4-й степени с мечами и бантом (1915); Св. Владимира 3-й степени с мечами; Св. Станислава 3-й степени с мечами и бантом; мечи к ордену Св. Станислава 2-й степени (1916); Св. Владимира 3-й степени с мечами (1916); мечи и бант к ордену Св. Анны 3-й степени (1916).
- Также был награждён серебряной медалью «В память службы в офицерских чинах», серебряной медалью «В память царствования Императора Александра III» и тёмно-бронзовой медалью «За всеобщую перепись населения Российской империи в 1897 году».

## В литературе
Во время службы в 46-м пехотном Днепровском полку был сослуживцем будущего писателя Александра Куприна, стал прототипом поручика Бек-Агамалова в его повести «Поединок».